# Maxence Van Der Meersch
Maxence Van der Meersch (Roubaix, 4 maggio 1907 – Le Touquet, 14 gennaio 1951) è stato uno scrittore francese.

## Biografia
Maxence nacque, nel 1907 a Roubaix, da Benjamin, un contabile, e da Marguerite. Fu colpito da un grave lutto, il 27 ottobre 1918, con la perdita della sorella Sarah, di soli 19 anni, malata di tubercolosi. Successivamente subì il fallimento del matrimonio dei suoi genitori e vide la madre diventare un'alcolizzata e suo padre condurre una vita considerata dissoluta per quei tempi. Nel 1927, Maxence si innamorò di Thérèze Denis, una ragazza povera di estrazione operaia, con la quale visse a Wasquehal, in disaccordo con la volontà di suo padre che sognava per lui un'unione più prestigiosa. Nel 1929 da questa unione, regolarizzata solo nel 1934, nacque una figlia, a cui venne imposto il nome di Sarah, in memoria della sorella. Thérèze fu l'unico amore della vita di Maxence e divenne la sua musa ispiratrice. Nel 1934 la moglie diviene la sua ispirazione per la protagonista della sua trilogia "La Fille pauvre" (La povera ragazza).

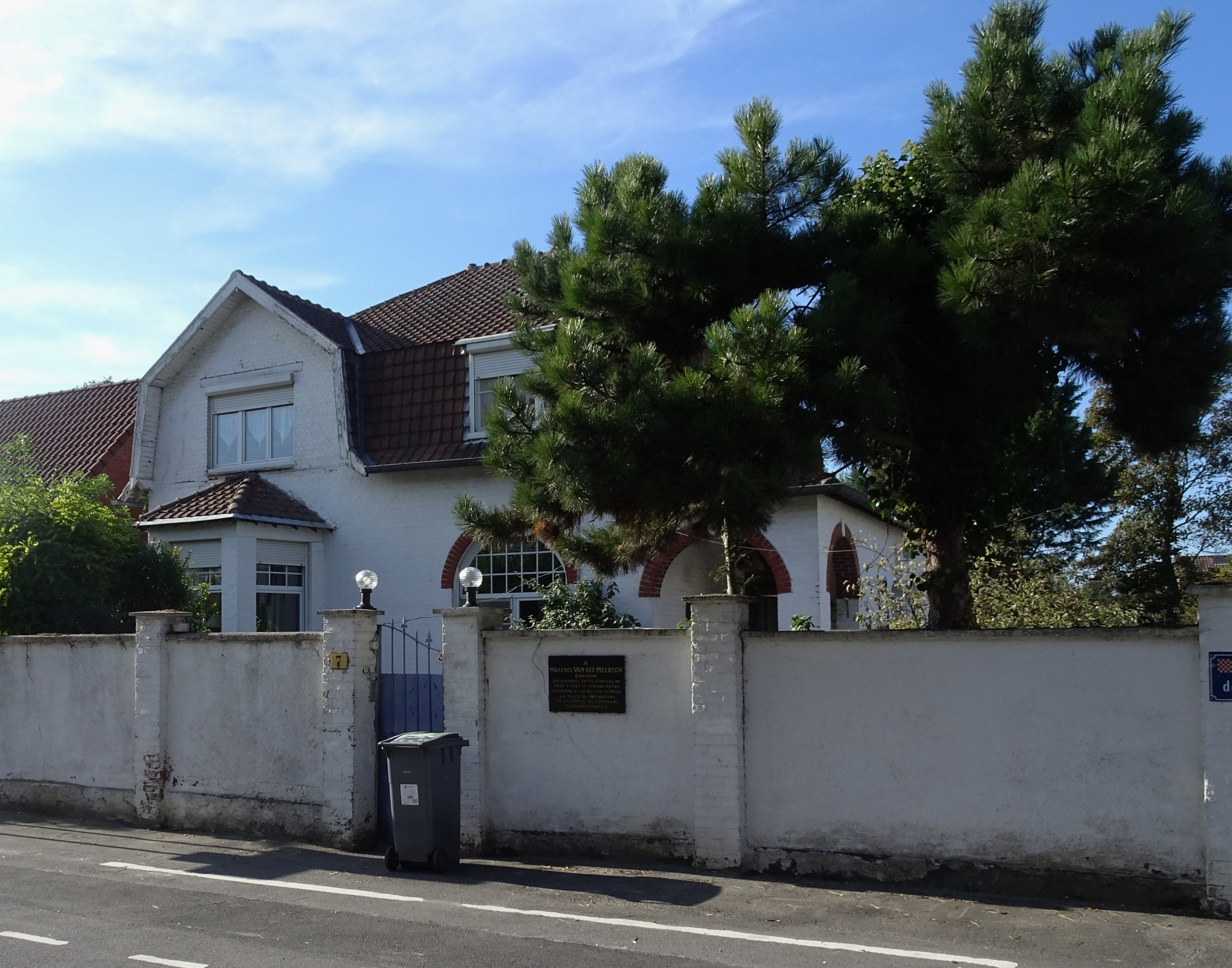
Casa dove visse Maxence Van der Meersch a Wasquehal

Divenne avvocato ma esercitò questa professione molto poco, preferendo dedicarsi alla scrittura. Il suo lavoro, pieno di spirito e di realismo , fu focalizzato essenzialmente sulla vita della gente del Nord, sua regione natale. Venne definito dallo storico Richard Cobb "un regionalista che aveva scritto quasi esclusivamente su Roubaix e che aveva dato lustro alla città vincendo il Prix Goncourt".
Van der Meersch proveniva da una famiglia di liberi pensatori, ma si convertì al cattolicesimo nel 1936. In quello stesso anno venne insignito del premio Goncourt per L'Empreinte du Dieu. Nel 1943 pubblicò Corps et âmes (Corpi e anime), che ricevette il Grand Prix dall'Académie Française. Il romanzo divenne un successo internazionale tradotto in 13 lingue. 
Morì di tubercolosi nel 1951 a Le Touquet.
Il suo primo romanzo, La Maison dans La Dune (1932), è stato adattato tre volte in film: nel 1934 (regia di Pierre Billon), nel 1952 (regia di Georges Lampin) e nel 1988 (regia di Michel Mees).

## Pubblicazioni

### Romanzi
- La Maison dans les dunes (1932)
- Car ils ne savent ce qu'ils font... (1933)
- Quand les sirènes se taisent (1933)
- La fille pauvre Tome I: Le Péché du monde (1934)
- Invasion 14 (1934)
- Marie, fille de Flandre (1935)
- L'Empreinte du dieu (1936)
- Pêcheurs d'hommes (1936)
- L'Elu (1936)
- Corps et âmes (1943)
- La fille pauvre Tome II: Le Coeur Pur (1948)
- La fille pauvre Tome III: La Compagne (1955) - Postumo
- Masque de chair (1958) - Postumo

### Libri biografici
- Vie du Curé d'Ars (1936)
- La petite sainte Thérèse (1943)

### Saggi
- Femmes à l'encan (1943)
- Pourquoi j'ai écrit Corps et âmes (1956) - Postumo